# White mountain four-thousand footers
Als Four-thousand footers (oder "4ks") wird eine Gruppe von Bergen in Neuengland bezeichnet, die die Höhe von 4000 ft (1219 m) überragen. 
Meist ist mit „four-thousand footers“ die White Mountains Four-Thousand-Footers List des Appalachian Mountain Club gemeint. Diese Liste der Gipfel ist auch unter dem Namen „Four-thousand footers of New Hampshire“ oder „The Four-thousand Footers of the White Mountains“ bekannt. Der AMC nennt sie White-Mountains-Liste, aber meist wird sie als New-Hampshire-Liste bezeichnet, weil sie nicht den Old Speck Mountain (1.271 m) in Maine (und die Außenseite des White Mountain National Forest), aber die  White Mountains umfasst.  
Der AMC hat auch eine Liste der Neuengland-4000-Footers, inkl. Gipfel in Vermont und Maine (keine in Massachusetts, Connecticut, oder Rhode Island, weil die Berge nicht hoch genug sind, um die Bedingungen zu erfüllen). Andere Listen von 4000-footers, nicht vom AMC, umfassen die ursprüngliche Liste der Viertausend-Fuß-Berge four-thousand foot mountains für peak-bagging: die 46 Adirondack High Peaks. Wer alle bestiegen hat, wird in die Adirondack Forty-Sixers oder einfach nur „46ers“ aufgenommen.
Der AMC hat seine 4000-footer-Listen geändert, als die Betrachtung der Kriterien, die angepasst wurden, wobei die White-Mountains-Liste von 46 Gipfeln in den 1950er Jahren auf 48 (unverändert seit 1982) stieg.  Der richtigen Ein- oder Ausschluss von mehreren Gipfeln ist noch immer umstritten.
Die 48 liegen im White Mountain National Forest und in zwei der nördlichsten Countys von New Hampshire, namentlich Coos County und Grafton County. Alle Gipfel außer denen des Mount Washingtons, Mount Moosilaukes und des Cannon Mountains liegen auf Land, das dem Forest Service gehört, und die drei Ausnahmen werden davon umgeben.

## Schartenhöhen-Kriterien
Ein Schartenhöhen-Kriterium  wurde eingeführt, um Gipfel, die als Nachbargipfel größerer Berge angesehen werden, auszuschließen. Für die 4000-Footer-Listen des AMC, liegt die minimale Schartenhöhe bei 200 ft (61 m). Frühere Versionen der Liste forderten je 300 ft (91 m) Schartenhöhe und 400 m Dominanz.

## Four-Thousand-Footer-Klub
Ein Komitee des Appalachian Mountain Clubs dient als Mittelpunkt zum Sammeln der Kriterien und Informationen, die die Gipfel beim Besuch nachweisen; es unterhält auch eine Liste der Four-Thousand-Footer-Klubmitglieder, die alle 48 Gipfel zu Fuß zwischen einer für Kfz erlaubten Straße mit Rückkehr oder Weiterwanderung zu einem anderen Punkt bestiegen haben. Die erste dieser Anerkennungen war 1958.
Einige Kletterer versuchen (nachdem sie alle 48 Gipfel bestiegen haben) mit schwierigeren Konditionen weiterzumachen. Der Klub unterhält eine zweite Liste von denen, die jeden Gipfel im Winter (definiert als Beginn und Ende der Wanderungen zwischen der Zeit und des Datums der Winter- und Sommersonnenwende) bestiegen haben. 
Andere Varianten, die 48 Gipfel zu erreichen, die nicht offiziell aufgezeichnet werden, umfassen: 
- Erreichen der Gipfel in einer bestimmten Reihenfolge (z. B. alphabetisch oder nach Höhe),
- Erreichen der Gipfel in einer Mondscheinnacht
- Erreichen der Gipfel aus jeder der vier Himmelsrichtungen
- Erreichen jedes Gipfels im selben Winter
- Erreichen jedes Gipfels einmal pro Monat (aber nicht notwendigerweise in zwölf aufeinander folgenden Monaten)
- Erreichen von Kombinationen von Gipfeln

## Die New-Hampshire-Liste
Die folgende Liste ist die aktuelle der Four Thousand Footers der White Mountains, mit ihrer jeweiligen Höhen (in Fuß und Metern) nach absteigender Reihenfolge. Bemerkt sei, dass einige dieser Namen auf Landkarten nicht verzeichnet sind (Alternativnamen in Klammern).
1. Mount Washington: 6.288 ft (1.917 m)
2. Mount Adams: 5.774 ft (1.760 m)
3. Mount Jefferson: 5.712 ft (1.741 m)
4. Mount Monroe: 5.384 ft (1.641 m)
5. Mount Madison: 5.367 ft (1.636 m)
6. Mount Lafayette: 5.260 ft (1.603 m)
7. Mount Lincoln: 5.089 ft (1.551 m)
8. South Twin Mountain: 4.902 ft (1.494 m)
9. Carter Dome: 4.832 ft (1.473 m)
10. Mount Moosilauke: 4.802 ft (1.464 m)
11. Mount Eisenhower: 4.780 ft (1.457 m)
12. North Twin Mountain: 4.761 ft (1.451 m)
13. Mount Carrigain: 4.700 ft (1.433 m)
14. Mount Bond (White Mountains): 4.698 ft (1.432 m)
15. Middle Carter Mountain: 4.610 ft (1.405 m)
16. West Bond: 4.540 ft (1.384 m)
17. Mount Garfield: 4.500 ft (1.372 m)
18. Mount Liberty: 4.459 ft (1.359 m)
19. South Carter Mountain: 4.430 ft (1.350 m)
20. Wildcat Mountain: 4.422 ft (1.348 m)
21. Mount Hancock: 4.420 ft (1.347 m)
22. Kinsman Mountain: 4.358 ft (1.328 m) ("South Peak")
23. Mount Field: 4.340 ft (1.323 m)
24. Mount Osceola: 4.340 ft (1.323 m)
25. Mount Flume: 4.328 ft (1.319 m)
26. Mount Hancock: 4.319 ft (1.316 m) ("South Peak")
27. Mount Pierce: 4.310 ft (1.314 m)
28. Kinsman Mountain: 4.293 ft (1.309 m) ("North Peak")
29. Mount Willey: 4.285 ft (1.306 m)
30. Bondcliff: 4.265 ft (1.300 m) ("The Cliffs")
31. Mount Zealand: 4.260 ft (1.298 m) ("Zealand Ridge")
32. Mount Tripyramid: 4.180 ft (1.274 m) ("North Peak")
33. Mount Cabot: 4.170 ft (1.271 m)
34. East Peak Mount Osceola: 4.156 ft (1.267 m) ("East Peak")
35. Mount Tripyramid: 4.140 ft (1.262 m)
36. Cannon Mountain: 4.100 ft (1.250 m)
37. Wildcat D Mountain: 4.070 ft (1.241 m) ("Wildcat Ridge")
38. Mount Hale: 4.054 ft (1.236 m)
39. Mount Jackson: 4.052 ft (1.235 m)
40. Mount Tom: 4.051 ft (1.235 m)
41. Mount Moriah: 4.049 ft (1.234 m)
42. Mount Passaconaway: 4.043 ft (1.232 m)
43. Owl's Head: 4.025 ft (1.227 m)
44. Galehead Mountain: 4.024 ft (1.227 m)
45. Mount Whiteface: 4.020 ft (1.225 m)
46. Mount Waumbek: 4.006 ft (1.221 m)
47. Mount Isolation: 4.004 ft (1.220 m)
48. Mount Tecumseh: 4.003 ft (1.220 m)

## Die Neuengland-Liste
Diese Liste besteht aus der New-Hampshire-Liste und den folgenden Bergen:
4000-Footers in Maine:
- Mount Katahdin (Baxter Peak): 5.268 ft (1.606 m)
- Hamlin Peak: 4.756 ft (1.450 m)
- Sugarloaf Mountain: 4.250 ft (1.295 m)
- Crocker Mountain: 4.228 ft (1.289 m)
- Old Speck Mountain: 4.170 ft (1.271 m)
- Mount Bigelow (West Peak): 4.145 ft (1.263 m)
- North Brother: 4.151 ft (1.265 m)
- Saddleback Mountain: 4.120 ft (1.256 m)
- Mount Bigelow (Avery Peak): 4.090 ft (1.247 m)
- Mount Abraham: 4.050 ft (1.234 m)
- Saddleback Horn (das Horn): 4.041 ft (1.232 m)
- South Crocker Mountain: 4.050 ft (1.234 m)
- Mount Redington: 4.010 ft (1.222 m)
- Spaulding Mountain: 4.010 ft (1.222 m)

4000-Footers in Vermont:
- Mount Mansfield: 4.393 ft (1.339 m)
- Killington Peak: 4.235 ft (1.291 m)
- Camel's Hump: 4.083 ft (1.244 m)
- Mount Ellen: 4.083 ft (1.244 m)
- Mount Abraham: 4.006 ft (1.221 m)